# 마흐무드 (가즈나 왕조)

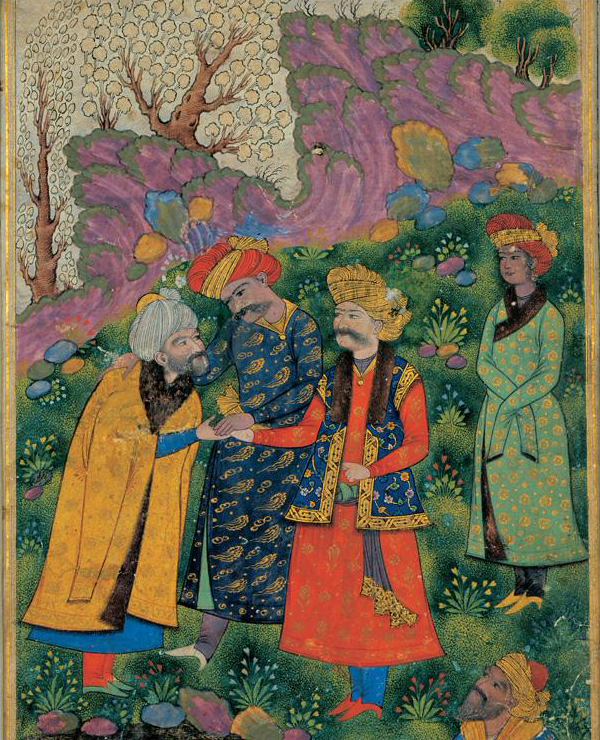
마흐무드의 그림(붉은 옷)

마흐무드(971년~1030년, 재위 998년~1030년, 페르시아어: سلطان محمود غزنوی)는 가즈나 왕조의 술탄으로, 수부크티긴의 아들이다. 이슬람 교권사(敎圈史) 중 가장 위대한 통치자의 한 사람으로 전해지며, 술탄의 칭호를 얻은 최초의 왕이다.
투르크·아랍·페르시아 군과 접촉함으로써, 기동력이 풍부한 단련된 기병대 덕택으로 가즈나 왕조를 카스피해 근처에서 펀자브 지방에 이르는 광대한 왕국으로 성장시키는 데 성공했다. 그는 몇 차례나 인도 침입을 감행하여 그 때마다 귀중한 전리품(戰利品)을 산더미처럼 노획하였다. 마흐무드의 거듭되는 인도 원정은 영토 획득을 목적으로 한 것이 아니라 오히려 많은 인도 재보의 약탈과 기술이 뛰어난 인도인 포로의 획득을 노린 것이었다. 그러나 십여 차례에 이르는 원정은 신드 지방의 아랍계 지방 정권이나 동펀자브 지방의 힌두계 왕국을 굴복시키게 되어 인도사의 전개에 중대한 결과를 가져오게 했다. 이리하여 펀자브 지방은 가즈나 왕조의 지배지가 되어, 라호르는 그 수도로서 당시 인도에서의 이슬람 문화와 페르시아 문화 수용의 중심지가 되었다.
그러나 마흐무드가 죽은 뒤, 똑같은 투르크계 셀주크 왕조의 공격을 받아 가즈나 왕조는 패배를 맛보았다. 가즈나 왕조는 인더스강 하구 평야와 아프가니스탄과의 좁은 영역으로 쫓겨난 끝에 셀주크 왕조에 조공(朝貢)하는 지위로까지 떨어지고 말았다. 이어서 가즈나 왕조의 잔당(殘黨)은 아프가니스탄 고원의 중앙부에 본거지를 두고 대두해 온 고르 왕조와 맹렬한 싸움을 벌인 끝에 수도 가즈니가 약탈되고 불타버리는 비극을 겪게 되었다. 가즈나 왕조 최후의 왕자들은 라호르로 피신하여 그 지방 인도 풍토를 익히며 겨우 살아 남았다.

## 같이 보기
- 아프가니스탄의 역사